# Polaskia chichipe
Polaskia chichipe là một loài thực vật có hoa trong họ Cactaceae. Loài này được (Gosselin) Backeb. miêu tả khoa học đầu tiên năm 1949.

## Hình ảnh

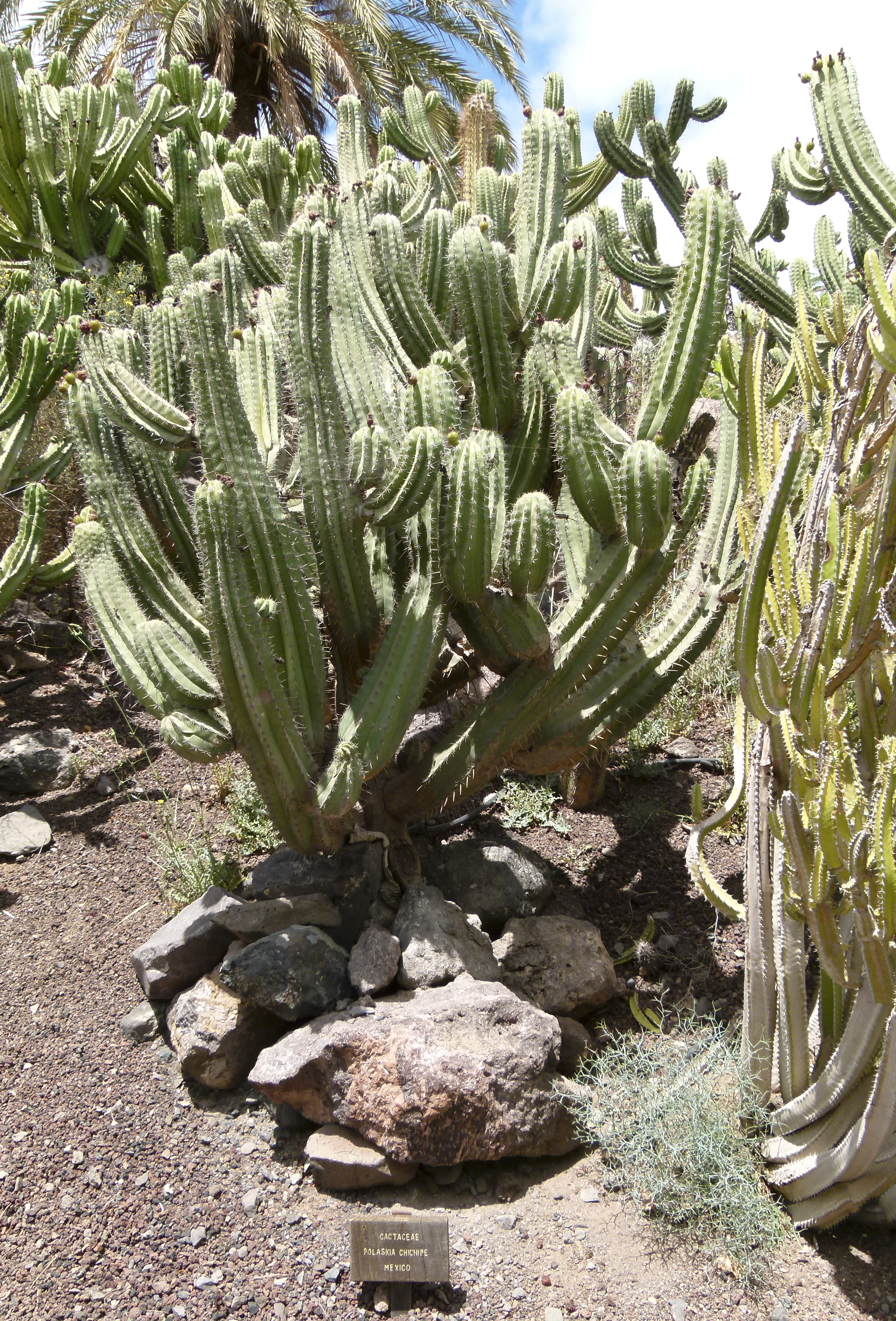
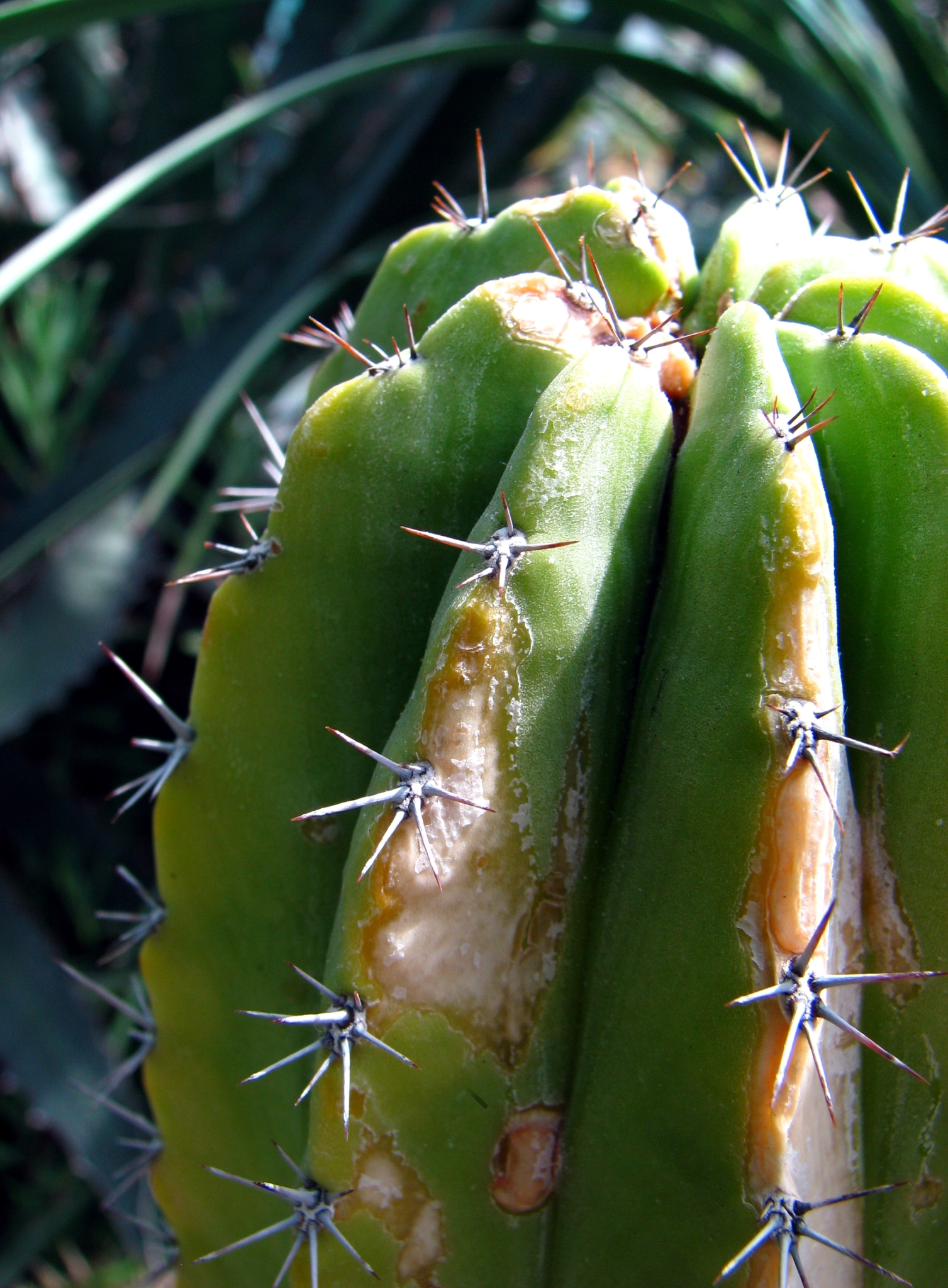
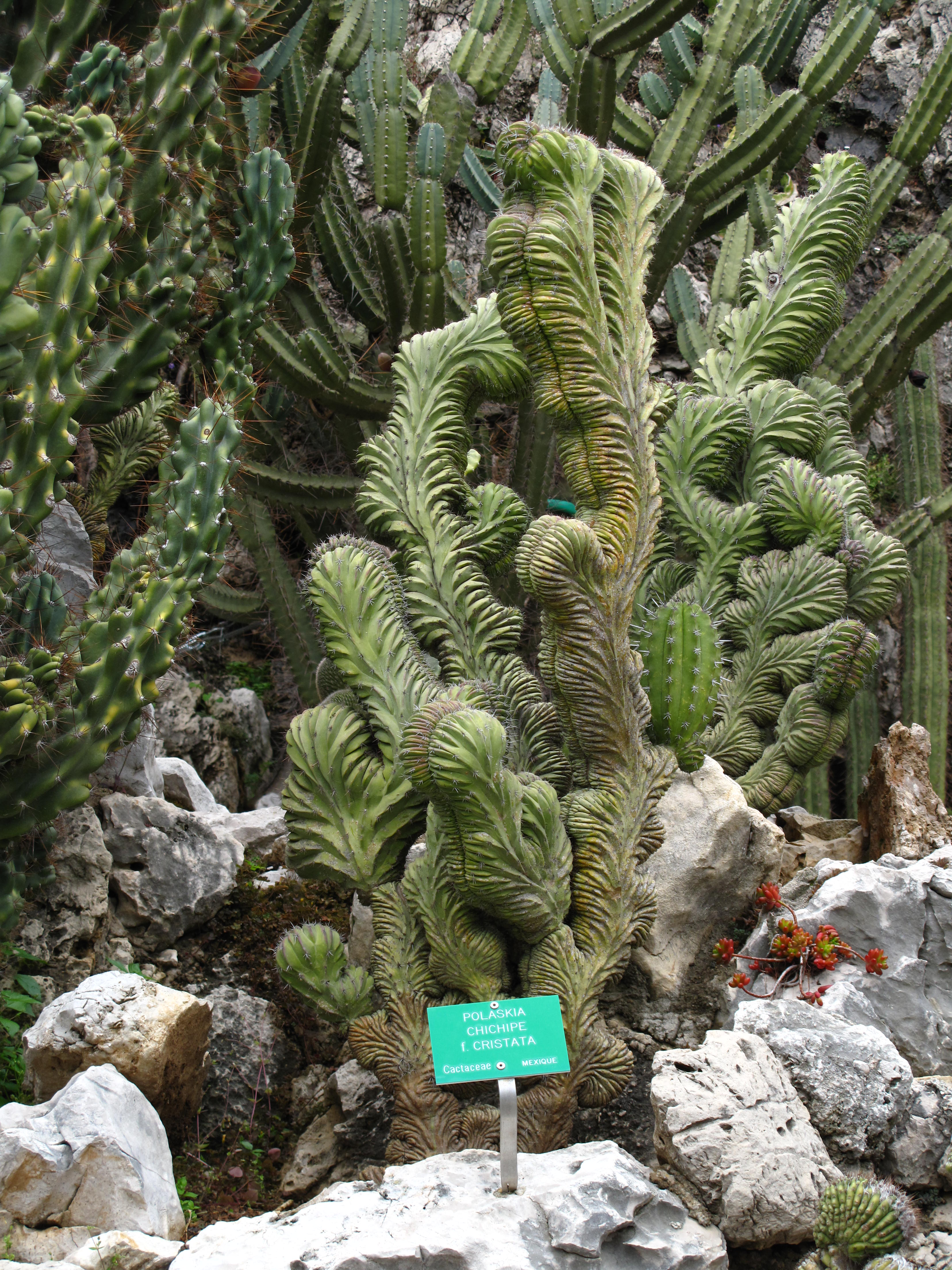
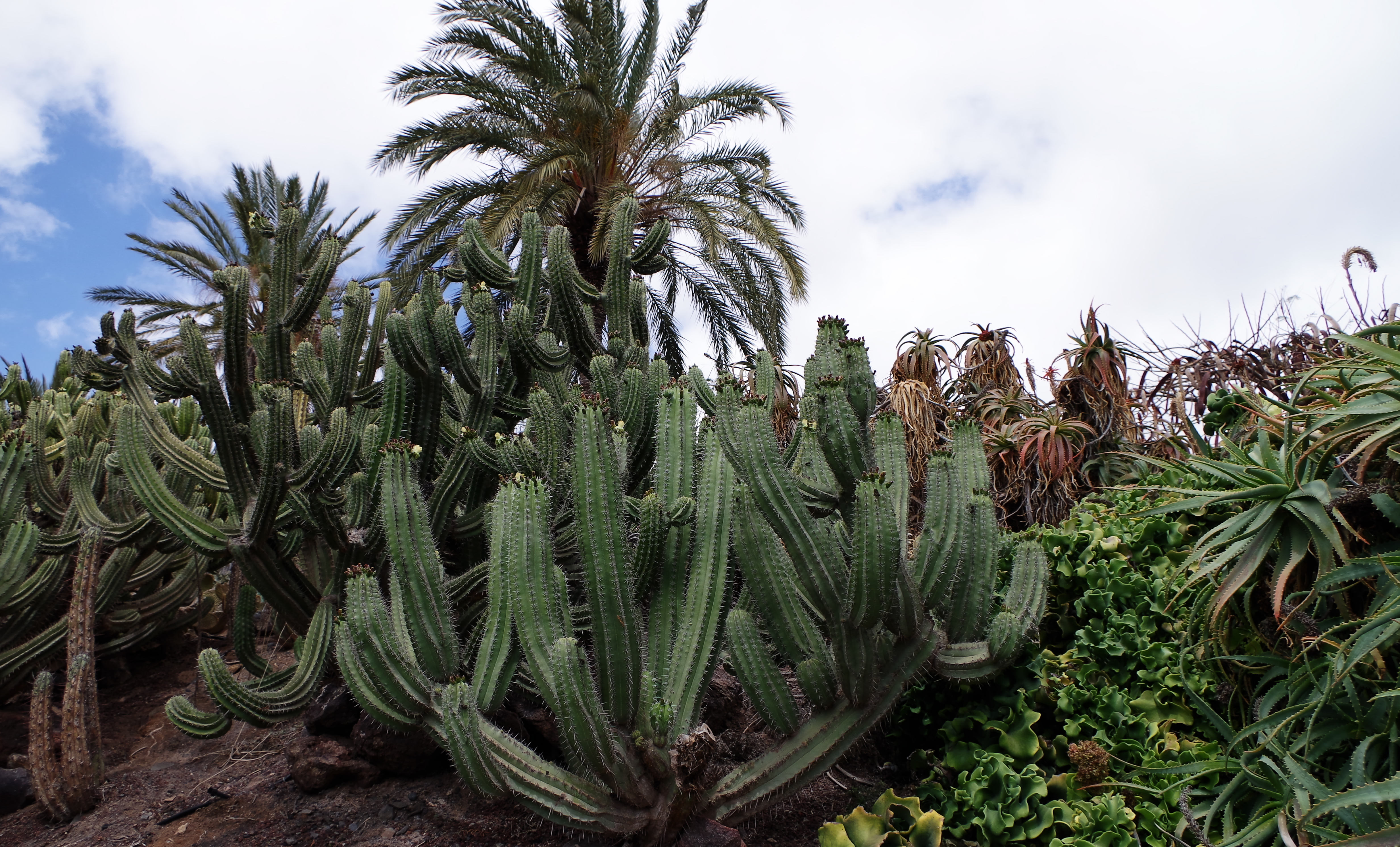